# Les Jeunes Maris
Pour plus de détails, voir Fiche technique et Distribution.
Les Jeunes Maris (titre original : Giovani mariti) est un film franco-italien réalisé par Mauro Bolognini, tourné en 1957, sorti en 1958.

## Synopsis
Antonio, Ettore, Franco, Giulio et Marcello sont des amis inséparables, menant une vie insouciante, sortant ensemble pour boire et séduire les filles. Mais un jour, Franco décide de se marier et Marcello, sincèrement amoureux de Lucia, envisage de faire de même. L'existence va finalement tous les séparer et lorsqu'ils tentent plus tard de se retrouver, ils réalisent non sans amertume qu'ils n'ont plus rien à partager...

## Fiche technique
- Titre : Les Jeunes Maris
- Titre original : Giovani mariti
- Réalisation : Mauro Bolognini
- Scénario : Mauro Bolognini, Pier Paolo Pasolini, Carlo Bernari, Enzo Currelli, Luciano Martino, Pasquale Festa Campanile et Massimo Franciosa, d'après un sujet de ces deux derniers
- Photographie : Armando Nannuzzi
- Cadreur : Marcello Gatti
- Montage : Roberto Cinquini (it)
- Musique : Mario Zafred et Nino Rota
- Décors : Flavio Mogherini
- Costumes : Piero Tosi
- Producteur : Emanuele Cassuto
- Sociétés de production :Nepi Film (Rome), Silver Film et Zodiaque Film (Paris)
- Format : Noir et blanc — 35 mm — 1,37:1 — Son : Mono
- Genre : Comédie
- Durée : 93 minutes (1 h 33)
- Dates de sorties : 
  - Italie : 12 mars 1958
  - France : 1er octobre 1958

## Distribution
- Antonella Lualdi : Lucia
- Isabelle Corey : Laura
- Antonio Cifariello : Ettore
- Franco Interlenghi : Antonio
- Anna Maria Guarnieri : Ornera
- Sylva Koscina : Mara
- Raf Mattioli : Giulio
- Ennio Girolami : Franco
- Gérard Blain : Marcello
- Lyla Rocco : Gilda
- Marcella Rovena : La mère de Franco
- Guido Celano : Le père de Franco
- Anne-Marie Baumann : Fanny
- Roberto Chevalier : Checchino
- Lilly Mantovani : Lily
- Rosy Mazzacurati : Donatella

## Distinctions
Le film a été présenté en sélection officielle en compétition au Festival de Cannes 1958.

## Figuration de Bernadette Lafont
Encore mineure et fraîchement mariée à Gérard Blain qu'elle avait accompagné jusqu'à Rome et qui répugnait à la voir s'engager dans une carrière d'actrice, Bernadette Lafont lui arracha néanmoins la permission de se laisser engager comme simple figurante sur ce tournage pendant une poignée de jours.